# 河島均
河島 均（かわしま ひとし、1952年3月31日 - ）は、日本の地方公務員。東京都都市整備局長、東京都技監、東京都住宅供給公社理事長、日本自動車ターミナル社長、多摩都市モノレール社長、ヤマトホールディングス顧問、板橋区都市計画審議会会長、日本都市計画学会副会長等を歴任した。

## 人物・経歴
東京都生まれ。1974年東京大学工学部都市工学科卒業、東京都入庁。2002年東京都都市計画局マスタープラン担当部長。2003年東京都知事本部政策担当部長。2004年東京都知事本局横田基地共用化推進担当部長。2006年東京都知事本局次長、東京都都市整備局理事（航空政策担当）。2009年東京都都市整備局長。2010年東京都技監兼都市整備局長。2011年東京都住宅供給公社理事長。2013年から日本自動車ターミナル代表取締役社長、ターミナルサービス取締役を務め、トラックターミナルの再開発などにあたった。多摩都市モノレール社長を務め、2017年7月、醍醐勇司を後任に退職。ヤマトホールディングス顧問、板橋区都市計画審議会会長、都市再生機構事業評価監視委員会委員、東京都建築審査会会長、日本都市計画学会副会長、明治大学ガバナンス研究科兼任講師等も歴任した。2023年瑞宝小綬章受章。